# Metodi di Galërkin discontinui
In matematica applicata, i metodi di Galërkin discontinui (metodi DG o DG-FEM) sono una classe di metodi numerici per la risoluzione di equazioni differenziali alle derivate parziali.
Essi derivano dal metodo degli elementi finiti (FEM) ed hanno caratteristiche in comune con il metodo dei volumi finiti. Vengono utilizzati, a partire dagli anni '70, per la risoluzione di equazioni iperboliche, e, successivamente, il loro uso viene ampliato per includere anche equazioni ellittiche.

## Storia
Il primo impiego di un metodo di Galërkin discontinuo si ritrova in letteratura nel 1973, quando fu usato per risolvere l'equazione di trasporto dei neutroni lineare e stazionaria. Lavori successivi ne rifinirono le stime di convergenza, tramite un'analisi più rigorosa.
Seguirono diversi lavori che permisero l'estensione del metodo a problemi non lineari e ne provarono altresì l'accuratezza ad alti ordini polinomiali, nei casi monodimensionali. La generalizzazione a dimensioni più alte venne completata successivamente.
A questo punto l'utilizzo dei DG-FEM crebbe sostanzialmente, ma fu inizialmente limitato a equazioni iperboliche, come ad esempio le equazioni di Maxwell e l'equazione delle onde. Lavori su equazioni ellittiche, benchè cominciati quasi contemporaneamente, furono associati ai metodi DG-FEM solo successivamente. 
Fino agli anni '90, i metodi DG-FEM hanno ricevuto meno attenzione rispetto loro controparti continue (CG-FEM), a causa del maggior numero di gradi di libertà che richiedono. Invece, dagli anni 2000, il loro uso si è ampliato, anche grazie agli avanzamenti in termini capacità di calcolo e memoria dei calcolatori moderni. In particolare, l'estrema località delle operazioni permette di processare parallelamente gli elementi molto più facilmente rispetto ai CG-FEM, tanto che l'implementazione di tali metodi su GPGPU è oggetto di grande interesse.

## Descrizione
I metodi di Galërkin discontinui, così come le loro controparti continue, fanno parte della famiglia dei metodi degli elementi finiti, la cui caratteristica comune è di operare sulla formulazione debole del problema. La differenza fondamentale, nel caso dei metodi discontinui, è che le funzioni di base dello spazio funzionale in cui si cerca la soluzione sono definite continue a tratti, e non sull'intero dominio.
In particolare, definendo un dominio {\displaystyle \Omega }, discretizzato in una mesh politopale {\displaystyle \Omega _{h}}, si richiede che le funzioni di base siano continue limitatamente al singolo elemento su cui sono definite. Questo fa sì che i gradi di libertà non vengano condivisi tra elementi adiacenti, il che ne aumenta la quantità, ma favorisce anche la località delle operazioni. Grazie a quest'ultima, questo tipo di metodi numerici si presta ad effettuare adattività {\displaystyle hp}, cioè è possibile sia rifinire localmente la mesh computazionale dal punto di vista spaziale, sia da quello del grado polinomiale delle funzioni utilizzate sui singoli elementi.
I metodi di Galërkin discontinui cercano di superare le limitazioni sia del metodo degli elementi finiti, che soffre in presenza di forti gradienti nella soluzione, sia di quello dei volumi finiti, che rende difficile l'utilizzo di alti ordini polinomiali.

### Spazi funzionali

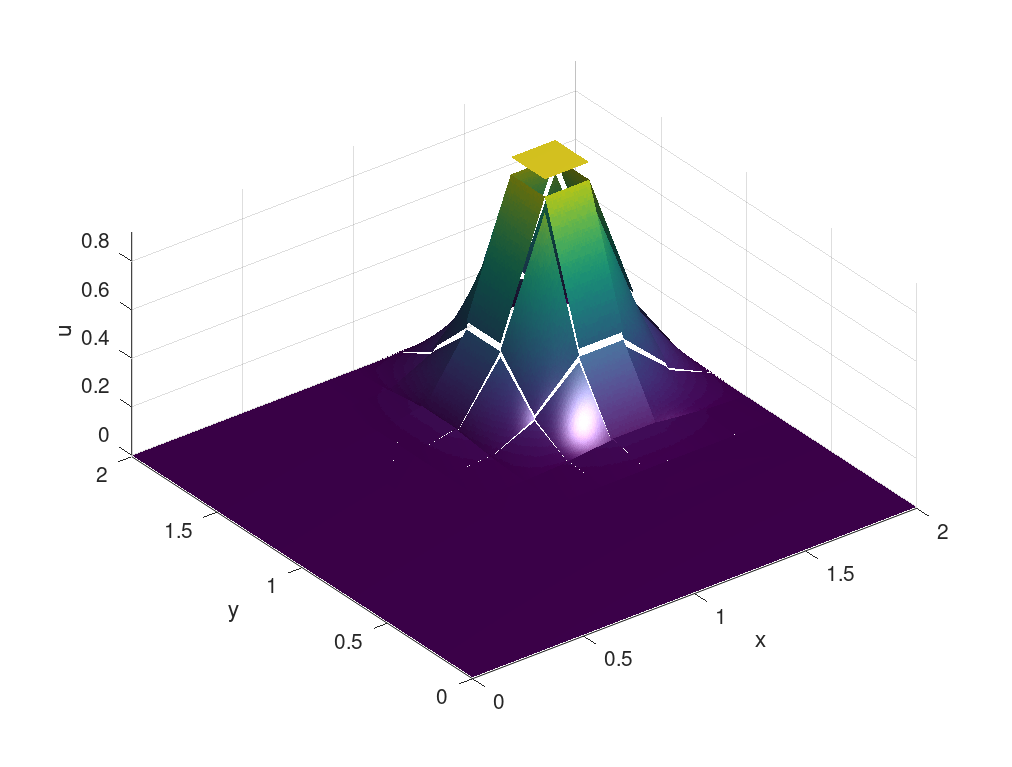
Campana gaussiana in 2D proiettata su una griglia 10x10 con evidenti discontinuità tra gli elementi.

Similmente al metodo degli elementi finiti continuo, scegliamo, come spazio funzionale per le funzioni che compaiono nella formulazione debole, uno spazio di Hilbert, che però, nel nostro caso, è definito a tratti. Per esempio:
{\displaystyle V_{h}^{p}\left(\Omega _{h}\right):=\left\{v\in L^{2}\left(\Omega _{h}\right):\left.v\right|_{\mathcal {K}}\in \mathbb {P} ^{p}\left({\mathcal {K}}\right),\;\forall {\mathcal {K}}\in \Omega _{h}\right\},}
dove {\displaystyle {\mathcal {K}}} è il singolo elemento della mesh. In particolare, richiediamo che le nostre funzioni {\displaystyle v} appartengano allo spazio dei polinomi di grado {\displaystyle p}, separatamente per ogni elemento.
Quantità che devono essere calcolate sull'intero dominio, come la soluzione, sono definite come l'unione delle quantità locali ad ogni elemento. È quindi previsto che, laddove due elementi condividano un bordo, ci possano essere delle discontinuità in queste quantità "globali".
Ne consegue che anche le norme di tali quantità debbano essere definite a partire dalle norme sui singoli elementi. Per esempio, nel caso della norma {\displaystyle L^{2}}:
{\displaystyle \left\|v\right\|_{\Omega }^{2}=\int _{\Omega }v^{2}\,\mathrm {d} \mathbf {x} \longrightarrow \left\|v\right\|_{\Omega _{h}}^{2}=\sum _{i=1}^{N_{e}}\left\|v\right\|_{{\mathcal {K}}_{i}}^{2},\qquad } dove {\displaystyle \left\|v\right\|_{{\mathcal {K}}_{i}}^{2}=\int _{{\mathcal {K}}_{i}}v^{2}\,\mathrm {d} \mathbf {x} .}

### Funzioni di base

Polinomi di Legendre.

Così come per il metodo degli elementi finiti, una generica funzione {\displaystyle v\in V_{h}^{p}} si può esprimere come combinazione lineare delle funzioni di base dello spazio funzionale scelto:
{\displaystyle v_{h}^{\mathcal {K}}\left(\mathbf {x} \right)=\sum _{i=1}^{N_{p}}{\hat {v}}_{i}^{\mathcal {K}}\varphi _{i}\left(\mathbf {x} \right),}
Questa forma, cosiddetta modale, utilizza una base polinomiale cui è associato un vettore di coefficienti {\displaystyle \left\{{\hat {v}}_{i}^{\mathcal {K}}\right\}_{i=1}^{N_{p}}=\left\{{\hat {v}}_{1}^{\mathcal {K}},{\hat {v}}_{2}^{\mathcal {K}},\dots ,{\hat {v}}_{N_{p}}^{\mathcal {K}}\right\}} che, per esempio nel caso della soluzione del problema, rappresenta il vettore delle incognite del sistema che ne deriva. Con una base modale, il vettore dei coefficienti per una data funzione è formato dai coefficienti di riscalamento che dobbiamo dare ad ogni funzione di base per riprodurre la funzione in esame.
Una possibile scelta per tale base è di utilizzare i polinomi di Legendre, anche se è possibile usare basi non polinomiali .
Alternativamente si può definire una base nodale, che è equivalente a quella modale dal punto di vista matematico, ma ha diverse proprietà numeriche:
{\displaystyle v_{h}^{\mathcal {K}}\left(\mathbf {x} \right)=\sum _{i=1}^{N_{p}}v_{h}^{\mathcal {K}}\left(\mathbf {x} _{i}^{\mathcal {K}}\right)\ell _{i}^{\mathcal {K}}\left(\mathbf {x} \right),}

in questo caso la funzione viene interpolata a partire dai polinomi interpolatori di Lagrange e i coefficienti {\displaystyle \left\{v_{h}^{\mathcal {K}}\left(\mathbf {x} _{i}^{\mathcal {K}}\right)\right\}_{i=1}^{N_{p}}} sono relativi a nodi introdotti appositamente sulla griglia. Di nuovo, nel caso della soluzione, questi coefficienti sono incogniti. In generale, essi rappresentano il peso che dobbiamo dare ad ogni polinomio interpolatore per riprodurre la funzione in esame.

Funzioni di base 2D ottenute da prodotto tensoriale di polinomi di Legendre di grado massimo pari a 2.

Si richiede solitamente che la base sia ortonormale. La differenza fondamentale con la controparte continua è che, come già accennato, le funzioni hanno supporto solamente nel singolo elemento. Nella formulazione debole è quindi necessario tener conto delle discontinuità che inevitabilmente possono formarsi tra un elemento e l'altro. 
La generalizzazione a più dimensioni delle funzioni di base avviene come nel metodo degli elementi finiti. In particolare, funzioni di base si possono generare in dimensione {\displaystyle d} come prodotto tensoriale delle funzioni di base in dimensione 1. 
Per esempio, per dimensione 2 e considerando grado polinomiale {\displaystyle p}, possiamo ottenere le funzioni di base bidimensionali {\displaystyle \left\{{\hat {\varphi }}_{ij}\left(\mathbf {x} \right)\right\}}, tramite prodotto tensoriale, nel seguente modo:
{\displaystyle {\hat {\varphi }}_{ij}\left(\mathbf {x} \right):=\varphi _{i}\left(x\right)\varphi _{j}\left(y\right),\qquad i,j\leq p.}

### Esempio: equazione di trasporto-reazione
Per fare un esempio, consideriamo un problema di trasporto-reazione stazionario, senza preoccuparci delle condizioni al contorno per facilità di comprensione. La sua formulazione forte è:
{\displaystyle -\nabla \cdot \left(\mathbf {\beta } u\right)+\gamma u=f{\text{ in }}\Omega ,}
dove {\displaystyle \mathbf {\beta } ={\begin{bmatrix}\beta _{1}&\beta _{2}\end{bmatrix}}^{\mathrm {T} }} è il coefficiente di trasporto, {\displaystyle \gamma } è il coefficiente di reazione e {\displaystyle f\in L^{2}\left(\Omega \right)} è la forzante.
Una volta discretizzata la mesh computazionale e scelto lo spazio funzionale {\displaystyle V_{h}^{p}}, il metodo di Galërkin richiede di ricercare una soluzione {\displaystyle u_{h}\in V_{h}^{p}} per cui valga:
{\displaystyle \sum _{{\mathcal {K}}\in \Omega _{h}}\int _{\mathcal {K}}\left(-u_{h}\left(\mathbf {\beta } \cdot \nabla v_{h}\right)+\gamma u_{h}v_{h}\right)\,\mathrm {d} \mathbf {x} +\sum _{e\in {\mathcal {F}}}\int _{\mathcal {F}}\left\{\ \mathbf {\beta } u_{h}\right\}\cdot [[v_{h}]]\,\mathrm {d} s=\int _{\Omega }fv_{h}\,\mathrm {d} \mathbf {x} ,\qquad \forall \,v_{h}\in V_{h}^{p},}
dove {\displaystyle {\mathcal {F}}} è l'insieme delle facce degli elementi e {\displaystyle v_{h}} sono funzioni di test.
Notiamo appunto che la formulazione comprende un termine che concerne esplicitamente le facce degli elementi, in cui abbiamo utilizzato gli operatori di media e salto, rispettivamente definiti per una generica funzione {\displaystyle \psi } nel seguente modo:
{\displaystyle \left\{\psi \right\}={\frac {1}{2}}\left(\psi ^{1}+\psi ^{2}\right),\quad [[\psi ]]=\psi ^{1}{\vec {n}}^{1}+\psi ^{2}{\vec {n}}^{2},}
dove {\displaystyle {\vec {n}}} indica il versore uscente dalla faccia e gli apici stanno ad indicare l'appartenenza a uno dei due elementi presi in esame. Difatti, tali quantità vengono calcolate per ogni elemento in relazione ai diversi elementi adiacenti.
La natura discontinua degli elementi permette, ad esempio, di utilizzare schemi upwind per il calcolo di {\displaystyle \left\{\mathbf {\beta } u_{h}\right\}}.

## Aspetti implementativi
Solitamente, gli integrali che compaiono nella formulazione debole vengono ottenuti numericamente tramite quadratura, oppure anche con metodi cosiddetti quadrature-free.
Grazie alla grande località delle operazioni, laddove venga eseguito l'assemblaggio della matrice del sistema lineare in un apposito software, questa risulterà fortemente sparsa. Dal momento che è necessario che la matrice sia presente in memoria, per poter essere utilizzata, questo permette di risparmiarne una considerevole quantità. A causa dell'ingente quantitativo di gradi di libertà del sistema, la complessità computazionale, in termini di operazioni in virgola mobile, è più alta rispetto ai corrispettivi metodi continui.

## Varianti
I metodi di Galërkin discontinui hanno alcune varianti, tra cui:
- I metodi di Galërkin discontinui ibridizzabili (HDG-FEM) permettono di diminuire la dimensione del sistema lineare definendo la soluzione in termini di gradi di libertà all'interfaccia tra gli elementi, cosa che permette di eliminare i gradi di libertà all'interno degli elementi. Ogni faccia viene considerata separatamente[33][34].
- I metodi di Galërkin discontinui incorporati (EDG-FEM) riducono ancor di più il numero di gradi di libertà rispetto agli HDG, considerando le facce degli elementi unitariamente e arrivando allo stesso quantitativo di gradi di libertà dei metodi continui[33][35].